# Раба (притока Дунаю)
Раба (нім. Raab; угор. Rába; словен. Raba [ˈɾáːba]) — річка в південно-східній Австрії та західній Угорщині, права притока Дунаю.

## Географія
Її джерело знаходиться в Австрії, в декількох кілометрах на схід від Брука-ан-дер-Мура нижче пагорба Хеубоденхехе. Вона протікає через австрійські землі Штирія та Бургенланд, а також угорські повіти Вас і Дьйор-Мошон-Шопрон. Її довжина становить 298,2 км, з яких близько 100 км в Австрії. Річка впадає в Дунай на північному заході Угорщини, біля міста Дьйор. Міста уздовж Раби: Гляйсдорф, Фельдбах (як в Австрії). На ранньому кайнозої річка текла в протилежному напрямку, але тектонічний підйом перевернув цей потік.

## Ім'я
Раба засвідчувалася як латинська Аррабо та грецька Арабон (грец. Ἀραβον) в давнину, як Раба і Грапа в 791 р. н., і як Рапам у 890 році. Різні сучасні назви річки походять від романського рефлексу Рабо. Назва, ймовірно, індоєвропейська, але її походження невідоме.

## Раба словенців
Словенці-раби, що мешкають у долині Раби (словен. Porabje; угор. Vendvidék) — найзахідніша група угорських словенців. Долина Раби є частиною ширшого регіону Прекмур'є.